# Bezirksrabbinat Braunsbach
Das Bezirksrabbinat Braunsbach  entstand 1832 in Braunsbach in Württemberg und war eines von 13 Bezirksrabbinaten, die auch als Bezirkssynagogen bezeichnet wurden.

## Geschichte
Durch einen Erlass des Ministeriums des Innern vom 3. August 1832 wurden nach der Zusammenlegung oder Auflösung verschiedener jüdischer Gemeinden die nun insgesamt 41 Gemeinden in 13 Bezirksrabbinate eingeteilt. Braunsbach wurde Sitz eines Rabbinatsbezirks, da dort eine große jüdische Gemeinde bestand, die 1843 293 Mitglieder hatte. Die Bezirksrabbinate waren der ebenfalls 1832 geschaffenen Oberkirchenbehörde unterstellt.
1914 wurde der Sitz des Rabbinats nach Schwäbisch Hall verlegt, ohne das Bezirksrabbinat Braunsbach aufzuheben. Im Haus des ehemaligen Rabbinatssitzes befindet sich seit 2008 ein Museum zur jüdischen Geschichte des Ortes.

## Anzahl der jüdischen Einwohner in der Region im Jahr 1828
Insgesamt 961 Juden lebten in folgenden Orten: Braunsbach (198), Steinbach mit Hall (105), Crailsheim mit Ingersheim (170), Goldbach (71), Gerabronn (29), Wiesenbach (42), Michelbach (175), Hengstfeld (70) und Dünsbach (101).

## Aufgaben
Die Aufgaben umfassten den Vollzug der landesherrlichen Verordnungen, die Verkündigung und den Vollzug der Verordnungen der Oberkirchenbehörde, Beratungen über Schulangelegenheiten, die Verwaltung von Stiftungen und die Verteilung von Almosen. Zur Finanzierung der Bezirksrabbinate wurden Umlagen von den einzelnen jüdischen Gemeinden bezahlt.

## Gemeinden des Rabbinatsbezirks (Ende des 19. Jahrhunderts)
- Jüdische Gemeinde Braunsbach
- Jüdische Gemeinde Crailsheim mit den Filialgemeinden Ingersheim und Unterdeufstetten
- Jüdische Gemeinde Dünsbach mit Filialgemeinde Gerabronn
- Jüdische Gemeinde Ernsbach
- Jüdische Gemeinde Goldbach
- Jüdische Gemeinde Künzelsau
- Jüdische Gemeinde Michelbach an der Lücke mit den Filialgemeinden Hengstfeld und Wiesenbach
- Jüdische Gemeinde Nagelsberg
- Jüdische Gemeinde Schwäbisch Hall (1864 neu gegründet)
- Jüdische Gemeinde Steinbach

## Bezirksrabbiner
- 1825 bis 1835: Seligmann Grünwald
- 1836 bis 1840: Naphtali Frankfurter
- 1841 bis 1860: Maier Hirsch
- 1860 bis 1900: Menko Berlinger
- 1894 bis 1914: Jakob Berlinger (1894 bis 1900 Rabbinatsverweser)